# Ngày Khoa học Viễn tưởng Quốc gia
Ngày Khoa học Viễn tưởng Quốc gia (tiếng Anh: National Science Fiction Day) được nhiều người hâm mộ khoa học viễn tưởng ở Mỹ tổ chức không chính thức vào ngày 2 tháng 1, tương ứng với ngày sinh chính thức của nhà văn khoa học viễn tưởng nổi tiếng Isaac Asimov.
Mặc dù không phải là một ngày lễ chính thức dưới bất kỳ hình thức nào (theo nghĩa là nó không được bất kỳ chính phủ nào công nhận hoặc tuyên bố), Ngày Khoa học Viễn tưởng Quốc gia vẫn được các tổ chức như kênh truyền hình cáp Hallmark Channel và Tập đoàn Scholastic công nhận ở một mức độ tin cậy nào đó. Ngày này còn được liệt kê trong Lịch Ngày lễ Quốc gia.